# Gmina Clermont (Iowa)

Położenie Gminy Clermont w hrabstwie Fayette

Gmina Clermont (ang. Clermont Township) – gmina w USA, w stanie Iowa, w hrabstwie Fayette. Według danych z 2000 roku gmina miała 990 mieszkańców, a jej powierzchnia wynosi 94,11 km².